# 제프리 버틀
제프리 버틀(Jeffrey Buttle, 1982년 9월 1일~)은 캐나다의 피겨스케이팅 선수이며 안무가이다. 제프리 버틀은 2006년 토리노 올림픽 동메달, 2008년 세계선수권 챔피언, 2002, 2004년 사대륙대회 챔피언, 2005~2007 캐나다 내셔널 챔피언이다. 현역에서 은퇴한 후 안무가로 활동하고 있으며 2017년부터 스타즈 온 아이스 쇼의 감독으로 일하고 있다.

## 기본정보
- 생년월일: 1982년 9월 1일
- 키: 173cm
- 출생지: 캐나다 온타리오주
- 거주지: 캐나다 온타리오주
- 역대 코치: Lee Barkell, Rafael Arutunian, Doug Leigh, Wendy Philion
- 역대 안무가: 데이비드 윌슨
- 소속 빙상클럽: Sudbury SC
- 은퇴: 2008년 9월 10일
- ISU 공인 개인 최고 기록
  - 쇼트프로그램: 83.85 (2008 4대륙 피겨스케이팅 선수권대회)[2]
  - 프리프로그램: 163.07 (2008 세계 선수권대회)[3]
  - 총점: 245.17 (2008 세계 선수권대회)[4]

## 경력
- 2002년 캐나다 내셔널에서 3위, 사대륙 선수권대회에서 금메달을 획득하였다.
- 2004년 캐나다 내셔널에서 3위, 사대륙 선수권대회에서 금메달을 획득하였다.
- 2005년 세계선수권 은메달, 캐나다 내셔널 챔피언을 차지하였다. 2005년부터 2007년까지 캐나다 내셔널 3연승 우승자가 되었다.
- 2005년과 2006년에 그랑프리 파이널에 진출하여 2위를 차지하였다.
- 2006년 토리노 동계 올림픽 피겨스케이팅 남자싱글 부문의 캐나다 대표선수로서 동메달을 획득하였다.[5]
- 2008년 스웨덴 예테보리에서 열린 세계선수권에서 금메달을 획득했다. 11년 만에 쿼드러플 점프 (4회전) 없이 세계선수권에서 우승한 남자선수이다.[4]
- 2008-09시즌에는 그랑프리 시리즈 배정까지 되었으나 피겨스케이팅 선수를 은퇴하였다.

## 기술
부드럽고 파워풀한 이나바우어 기술을 구사한다.

## 주요 대회 기록

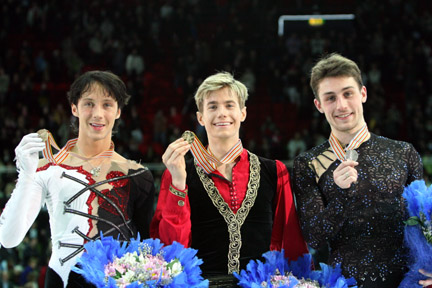
2008 세계선수권 입상자.제프리 버틀(중앙).

### 2003 이후
| 대회/시즌          | 2003–2004 | 2004–2005 | 2005–2006 | 2006–2007 | 2007–2008 |
| ------------------ | --------- | --------- | --------- | --------- | --------- |
| 동계 올림픽        |           |           | 3위       |           |           |
| 세계 선수권        |           | 2위       | 6위       | 6위       | 1위       |
| 사대륙 대회        | 1위       |           |           | 2위       | 2위       |
| 캐나다 내셔널      | 3위       | 1st       | 1위       | 1위       | 2위       |
| 그랑프리 파이널    | WD        | 2위       | 2위       |           |           |
| 스케이트 캐나다    | 2위       | 3위       | 2위       |           | 3위       |
| NHK 트로피         | 1위       |           |           |           |           |
| 컵 오브 러시아     |           |           |           |           | 4위       |
| 트로피 에릭 봉파르 |           |           | 1위       |           |           |
| 컵오브차이나       |           | 1위       |           |           |           |
| Bofrost Cup on Ice | 2위       |           |           |           |           |

### 2003년 이전
| 대회/시즌                  | 1997–1998   | 1998–1999 | 1999–2000 | 2000–2001 | 2001–2002 | 2002–2003 |
| -------------------------- | ----------- | --------- | --------- | --------- | --------- | --------- |
| 세계 선수권                |             |           |           |           | 8위       | 15위      |
| 사대륙 대회                |             |           |           |           | 1위       | 4위       |
| 주니어 세계선수권          |             |           |           | 7위       |           |           |
| 캐나다 내셔널              | 2위(주니어) | 10위      | 6위       | 9위       | 3위       | 2위       |
| 스케이트 캐나다            |             |           |           |           |           | 7위       |
| NHK 트로피                 |             |           |           |           | 2위       | 5위       |
| 네벨혼 트로피              |             |           |           | 7위       | 2위       |           |
| 칼 슈에퍼 기념 대회        |             |           |           |           | 3위       |           |
| 주니어 그랑프리,중국       |             |           |           | 4위       |           |           |
| 주니어 그랑프리,우크라이나 |             |           |           | 3위       |           |           |
| 주니어 그랑프리,일본       |             |           | 6위       |           |           |           |
| 주니어 그랑프리,슬로베니아 |             |           | 4위       |           |           |           |
| 주니어 그랑프리,독일       |             | 6위       |           |           |           |           |

## 같이 보기
- 김연아
- 에번 라이서첵
- 브리앙 주베르
- 패트릭 챈
- 다카하시 다이스케